# Oleg Tsariov

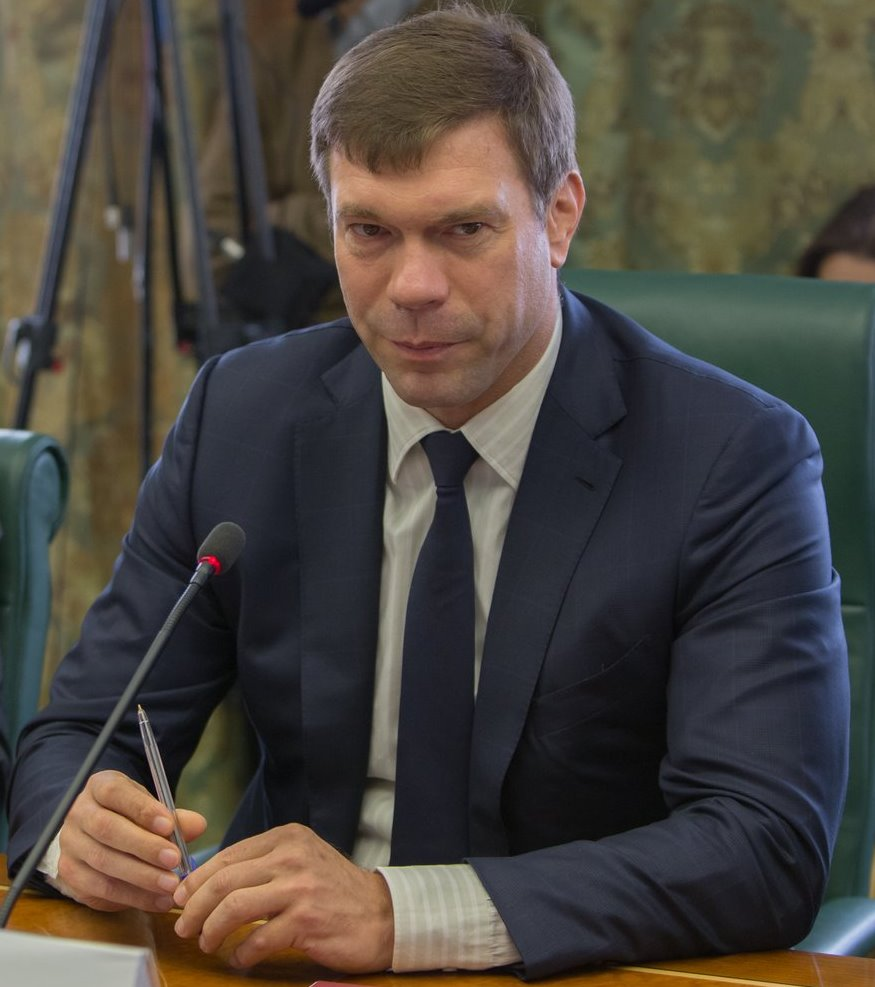
Tsariov en 2014.

Oleg Anatólievich Tsariov (ucraniano: Олег Анатолійович Царьов/Oleh Anatolijovyč Caŕov) (nacido el 2 de junio de 1970) es un hombre de negocios de Dnipró y diputado del Pueblo de Ucrania elegido por el Partido de las Regiones (pero expulsado de ese partido el 7 de abril de 2014).

## Vida familiar
Tsariov se graduó en el Instituto de Ingeniería Física de Moscú en 1992 con un grado en ingeniería y física. Tsariov está casado y tiene una hija adolescente y su hijo, que estudian en el Reino Unido y una hija menor.

## Carrera empresarial
Tsariov comenzó su carrera en 1992 como ingeniero para la preparación de la producción en "Avteks" (Автекс), una pequeña empresa especializada en Dnipropetrovsk. Luego, en 1993 se convirtió en jefe de la empresa ucraniana de seguro financiero "Confidence" (Доверие). Después de salir de Confidence en 1995, ocupó una serie de cargos de alto nivel en el Dnipropetrovsk Computer Centre Ltd (Днепропетровский компьютерный центр), una compañía llamada Silicon Valley (Кремниевая долина), y luego en el Dnipropetrovsk Paper Mill (Днепропетровская бумажная фабрика).
Su compañía "Dniprobuminvest" quebró en marzo de 2014.

## Carrera política
Tsariov se convirtió Diputado del Pueblo de Ucrania (народний депутат України), es decir diputado de la Rada Suprema, en 2002. En 2005, se convirtió en jefe de la rama regional de Dnipró del Partido de las Regiones. En 2006, se convirtió en diputado del Pueblo de Ucrania para el partido de las Regiones.
Tsariov fue candidato auto-nominado en las elecciones presidenciales de Ucrania de 2014. El 29 de marzo, una convención del Partido de las Regiones apoyó a Myjailo Dobkin para su nominación como candidato presidencial. El 7 de abril de 2014, el consejo político de ese partido expulsó a Tsariov del partido.